# Parigi-Roubaix 1906
La Parigi-Roubaix 1906, undicesima edizione della corsa, fu disputata il 15 aprile 1906, per un percorso totale di 270 km. Fu vinta dal francese Henri Cornet giunto al traguardo con il tempo di 9h59'30" alla media di 27,034 km/h davanti ai connazionali Marcel Cadolle e René Pottier.
Presero il via da Chatou 71 ciclisti, 14 di essi tagliarono il traguardo di Roubaix (furono tutti francesi).

## Ordine d'arrivo (Top 10)
| Pos. | Corridore                     | Squadra       | Tempo      |
| ---- | ----------------------------- | ------------- | ---------- |
| 1    | Henri Cornet                  | -             | 9h59'30"   |
| 2    | Marcel Cadolle                | Alcyon-Dunlop | s.t.       |
| 3    | René Pottier                  | -             | a 5'15"    |
| 4    | Louis Trousselier             | Peugeot       | a 8'45"    |
| 5    | César Garin                   | La Française  | a 14'45"   |
| 6    | Hippolyte Aucouturier         | Alcyon-Dunlop | a 21'45"   |
| 7    | Georges Passerieu             | Peugeot       | a 23'45"   |
| 8    | Marceau Narcy o Émile Georget | -             | a 2h00'45" |
| 9    | Émile Georget o F.Saint       | -             | a 2h25'45" |
| 10   | Georges Fleury o F.Saint      | -             | a 2h35'45" |